# Władimir Winogradow
Władimir Michajłowicz Winogradow (ros. Влади́мир Миха́йлович Виногра́дов, ur. 2 sierpnia 1921 w Winnicy, zm. 21 czerwca 1997 w Moskwie) – radziecki polityk, działacz partyjny i dyplomata.

## Życiorys
W latach 1939–1943 żołnierz Armii Czerwonej, od 1942 członek WKP(b), 1944 ukończył Moskiewski Instytut Chemiczno-Technologiczny im. Mendelejewa, a w 1948 Wszechzwiązkową Akademię Handlu Zagranicznego. 1948-1952 kierownik wydziału i zastępca przedstawiciela handlowego ZSRR w Wlk. Brytanii, od 1952 pracownik Ministerstwa Handlu Zagranicznego ZSRR, 1956-1962 szef Zarządu Handlu z Państwami Zachodnimi Ministerstwa Handlu Zagranicznego ZSRR, od 16 lipca 1962 do 3 kwietnia 1967 ambasador nadzwyczajny i pełnomocny ZSRR w Japonii. Od kwietnia 1967 do października 1970 wiceminister spraw zagranicznych ZSRR, od 9 października 1970 do 4 kwietnia 1970 ambasador ZSRR w ZRA/Egipcie, od 9 kwietnia 1971 do 24 lutego 1976 zastępca członka KC KPZR, od 29 stycznia 1977 do 2 czerwca 1982 ambasador nadzwyczajny i pełnomocny ZSRR w Iranie. Od 28 maja 1982 do 14 lipca 1990 minister spraw zagranicznych RFSRR, 1982-1987 członek Kolegium Ministerstwa Spraw Zagranicznych ZSRR, 1990-1997 wykładowca Stowarzyszenia Radzieckiej Służby Dyplomatycznej/Stowarzyszenia Rosyjskich Dyplomatów. Pochowany na Cmentarzu Wagańkowskim w Moskwie.